# Jacques Pelletier (homme politique, 1929-2007)
Pour les articles homonymes, voir Jacques Pelletier et Pelletier.
Jacques Pelletier, né le 1er août 1929 à Villers-en-Prayères (Aisne) et mort le 3 septembre 2007 au Val-de-Grâce à Paris, est un homme politique français, sénateur et président du Haut Conseil de la coopération internationale.

## Carrière professionnelle
Après des études à l'École supérieure d'agriculture d'Angers et au lycée Janson-de-Sailly, il est élu président (1955-1960) du Centre des jeunes agriculteurs de l'Aisne, et vice-président du CNJA (Centre national des jeunes agriculteurs) en 1956.
Alors qu'il a déjà commencé sa carrière politique, il est élu président du Comité d'expansion économique de l'Aisne (1961-1966) et vice-président de la Commission de développement économique régional de Picardie entre 1965 et 1973. D'autre part, il s'investit dès l'origine dans la création des premiers Centres permanents d'initiatives pour l'environnement et fonde, en mars 1977 l'Union nationale des CPIE (UNCPIE), confirmant ainsi son attachement aux enjeux de l'environnement.

## Parcours politique
Il est maire de Villers-en-Prayères à partir de 1953. Élu vice-président de l'Association des maires de France en 1983, il préside l'organisation jusqu'en 1995.
Conseiller général de l'Aisne de 1958 à 2004, il préside le conseil général entre 1964 et 1979, avant d'en devenir vice-président, jusqu'en 1985. Il est également vice-président de l'Assemblée des présidents des conseils généraux entre 1976 et 1979.
Entre 1958 et 1962, il est suppléant du député André Rossi. Il est sénateur de 1966 à 1978, de 1980 à 1988, en 1989 et de 1998 à sa mort. De 2001 à sa mort, il préside le groupe du Rassemblement démocratique et social européen (RDSE), ancien groupe de la Gauche démocratique, qu'il avait présidé entre 1982 et 1988.
Secrétaire d'État à l'Éducation dans le gouvernement Raymond Barre du 3 avril 1978 au 2 octobre 1980, il est membre de l'équipe de campagne de Valéry Giscard d'Estaing lors de l'élection présidentielle de 1981, étant chargé des relations avec les élus.
Il est ensuite ministre de la Coopération et du Développement dans le premier et le second gouvernement de Michel Rocard, du 10 mai 1988 au 15 mai 1991 (ouverture d’un gouvernement de gauche vers le centre).
Jacques Pelletier a fondé ou présidé de nombreuses organisations politiques : cofondateur de l'AGIR (Alliance de la gauche pour l'initiative et la réforme) en 1975 et du Carrefour social-démocrate en 1977, il est, en 1975, élu président de « Liberté et démocratie » (section française de l'Internationale libérale). Il fut également président de l'association des démocrates (ADD) et du Mouvement des réformateurs (1992-1993). Il est également premier vice-président, de 2001 jusqu'à sa mort, du Parti radical.
Président du Comité français pour la solidarité internationale (CFSI) de 1993 à 1999, il préside par ailleurs, de 1999 à sa mort, le Haut Conseil de la coopération internationale (HCCI), qui lui a succédé. Il est nommé médiateur de la République le 4 mars 1992, pour un mandat de six ans. Sa carrière politique est donc mise entre parenthèses jusqu'en 1998, lorsqu'il cède sa place à Bernard Stasi.

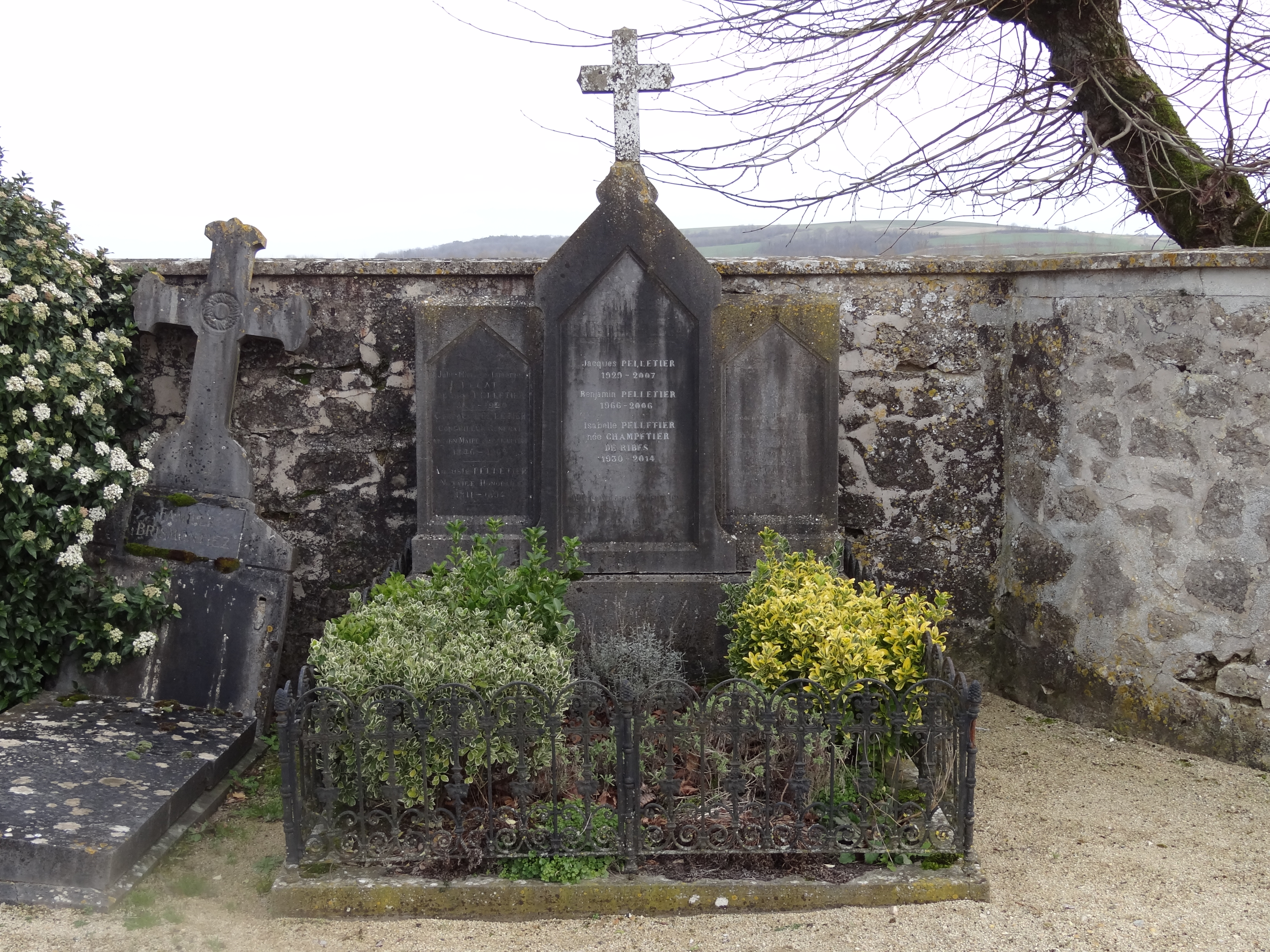
La tombe de Jacques Pelletier au cimetière de Villers-en-Prayères aux Septvallons (Aisne).

## Décorations
- Chevalier de la Légion d'honneur (1996)[3].